# Baal
Baʿal (în ugaritiană: 𐎁𐎓𐎍; în ebraica biblică arhaică: בעל; akkadiană:,Belu; în feniciană: 𐤁𐤏𐤋)  este denumirea unor zei vest-semitici, semnificând în limbi ca feniciana (canaaneana) și ebraica „stăpân” , „proprietar”, „domn” sau „soț”, „bărbat” . Numele corespunde celui al zeului Belu din Mesopotamia (Akkad, Asiria,Babilon).  
În mitologia canaanită Baal sau Baal Haddad - este zeul ploilor, al furtunilor, al fulgerului și trăsnetului, al vânturilor, al munților, precum și zeul vieții, care fertilizează pământul, și zeul timpului.
Baal este descris ca un luptător deosebit de puternic care combate forțele răului care încearcă să distrugă lumea. Baal este fiul zeului El și fratele zeului Yam și al zeiței Anat, precum și soțul zeiței Ashtoret.
Baal este privit în miturile canaanite-feniciene și arameice siriene ca un erou, războinic fără prihană, purtând un coif cu coarne (simbol al fertilității),  care ține într-o mână un toiag, iar în celalaltă un fulger. Coarnele simbolizează fertilitatea. Baal calcă norii, glasul său răsună ca tunetul.
Sălașul său este pe muntele mitic Sapan (în ebraică Tzafon  = Nord)identificat în zilele noastre cu muntele Jebel al Aqra de la frontiera siriano-turcă la vărsarea râului 'Asi (Oronte) în Marea Mediterană. Pe acest munte cad în fiecare an ploi torențiale.

## Baal în Siria, Fenicia și Palestina antică (Canaan și Israelul antic)

### Nume generic
Ca și în Mesopotamia antică, numele Baal era folosit pentru mai mulți zei din panteoanele semitice, unii din ei fiind zeii protectori ai unor orașe-state.
Articolul hotărât, un epitet adăugat sau contextul putea stabili despre care zeu specific este vorba. 
Epitetele puteau fi geografice (ex.nume ale orașelor - Baal Alpa (Alepo), Baal Sidon, Baal Ugarit), descriptive sau onomastice (adăugarea unui nume suplimentar)/Uneori Baal era un titlu  prin care se subînțelegea un anumit zeu (G.Contenau) precum Milkom, Hadad sau Hadu sau Kemosh. 

De aceea, de exemplu, Baal Brit se numea uneori în cartea Judecătorilor (vezi Jud. 8,33 și 9,4 apoi 9,46) din Vechiul Testament și El Brit - „Zeul legământului” 
Fenicienii venerau cel puțin cinci zei numiți Baal  :Baal Hamon, cunoscut și ca Baal Lebanon sau Baal Sapan (Baal Tzafon), Baal Haddad, Baal Adir, Baal Tzemed, Baal Shamem

#### Numele lui Baal cu epitete
după orașe sau regiuni
Baal-Gad – Baal-Hatzor – Baal-Peor (de unde Belfegor) zeu al moabiților (ulterior cunoscut ca demon– Belfegor) Baal-Gebal – Baalbek – Baal Ugarit. Existau și nume de zeițe Baalat, ca de pildă Baalat Beer , Baalat Gebal.
după munți
Baal-Lebanon – Baal-Sapon, Sapan sau Tzafon (Domnul Muntelui Sapon - piscul de contact dintre cer și pământ ) – Baal Carmel – Baal-Karnaim - Baal Hermon 
după zei ai unor orașe
Baal Eshmun din Sidon – Baal Melkart din Tir
titluri
Adon (Domn) – Ha Melech (Regele)
alte epitete - calitate, atribute
Aleyan-Baal („Preaputernicul Stăpân” ,) sau „Baal cel victorios” sau Alay krdm (Cel mai puternic dintre eroi), la Ugarit considerat fiul lui Baal.Baal-Brit (Domnul Legământului ) adorat de evreii idolatri la  Sichem ca păstrător al jurămintelor  – Baal Hammon (Domnul altarelor cu  ardere de tămâie) la Cartagina, sau poate zeu solar, sau al cerului (la Babilon) – dupa unii Baal Amanos (al Muntelui Amanus sau Munții Nur din zilele noastre) – Zebul Baal Ars (Stăpânul Prinț al Pământului) sau Baal Zebul (Stăpânul Prinț  sau Stăpânul cel sublim) la Ugarit, (probabil sursa pentru Baal-Zebub (  „Stăpânul Muștelor”) de la Ekron („Baal-Zebub, dumnezeul Ecronului”), devenit ulterior demon (Belzebut), de asemenea numele Izevel, adică Izabela, ar putea fi legat de denumirea Zebul, la fel și numele tribului Zevulun, Zebulon), Rkb 'rpt - „Călărețul norilor”  ;(expresie asemănătoare cu un atribut al lui Dumnezeu YHVH din Psalmul 68,5

### Nume teoforice la fenicieni și cartaginezi, canaaneni, evrei
Baal este un teonim folosit pentru o serie de zei din Siria-Fenicia-Canaan, inclusiv din orașele feniciene Tyr, Sidon, Byblos.Zeii numiți Baal au fost venerați și în coloniile feniciene, inclusiv în Cartagina, ca zei din cei mai însemnați, zeul cerului și al vegetației. Numele Baal face parte din numele proprii teofore ale unor personaje cartagineze precum Hasdrubal (Azdrubaal) și Hanibal (Hanibaal), ale unor personaje biblice din Israelul antic (ex,Ishbaal, Meribaal. Yerubaal, Izabela, sau din Babilonia În Fenicia existau nume proprii multe care includeau numele zeului Baal, de exemplu la regii Biblosului, Arwadului, Sidonului și Tirului:Zakerbaal, Ittobaal, Abibaal, Elibaal, Shipitbaal, Baal I, Baal II, Baalshillem, Ozbaal etc
Așa și la evreii antici, judecătorul Gideon se mai chema Yerubaal, și un fiu al regelui Saul - Ishbaal, fiii lui Yonatan si nepotii lui Saul - Merivbaal și Meribaal.(ex.Baltazar).

### Haddu sau Hadad

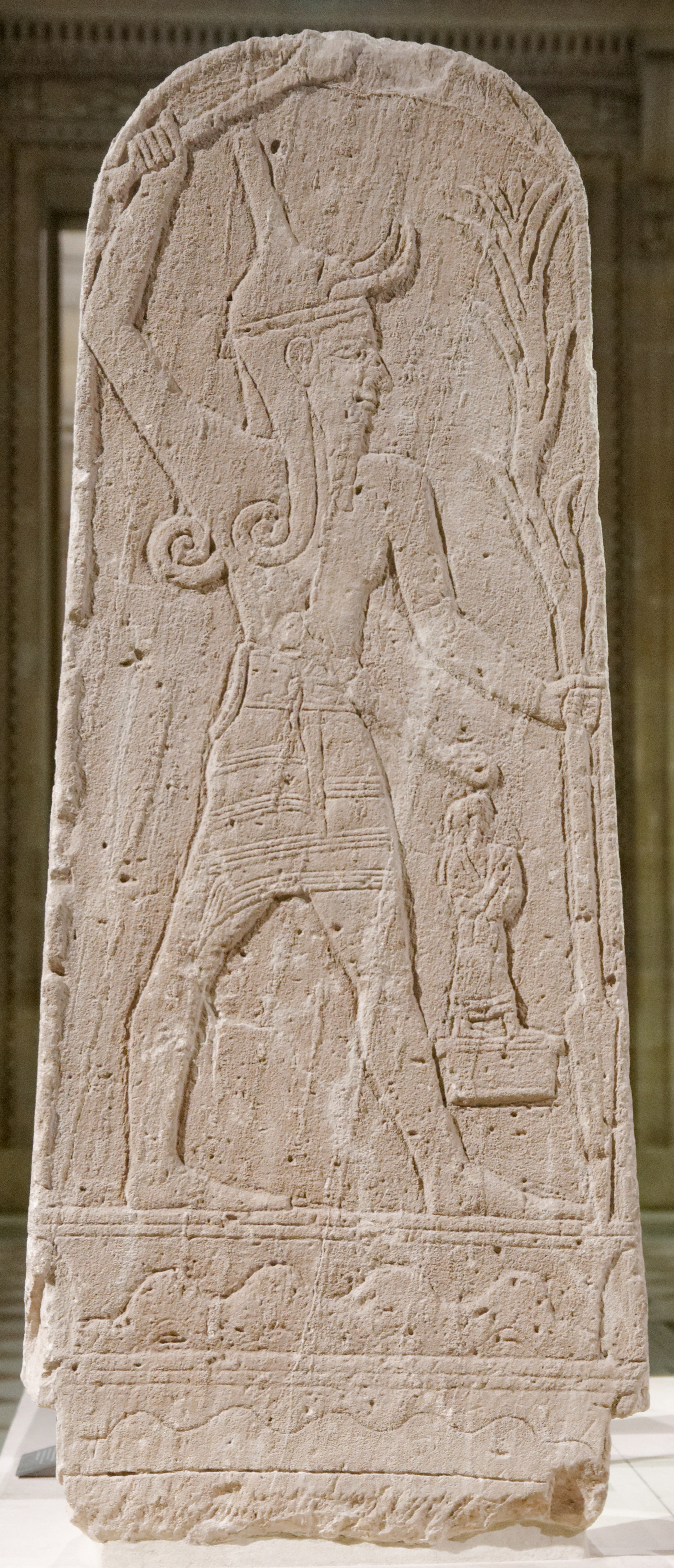
Baal cu fulgerul, stelă din cretă găsită la Ugarit, în prezent la Muzeul Luvru.

Un zeu numit Baal a fost menționat în Mesopotamia încă din mileniul al III-lea î.e.n. El apare pe lista de zeități descoperită la Abu Salabikh. De asemenea figurează pe lista zeităților din tăblițele de la Ebla pe la 2400 î.e.n. și face obiectul Poemului lui Hadad de la Ugarit, care a fost conservat în stare foarte fragmentară.
Cercetători moderni afirmă că în secolele XVI-XV î.e.nacest Baal, de obicei cu înțelesul de „Stăpânul” sau „Domnul”  era identic cu zeul furtunii și al fertilității Hadad, numit uneori Baal Haddu. În Tăblițele de la Tell al-Amarna din Egipt este numit Addu (logogramă citită și Baalu).
Semnficația numelui Haddu, Hadad sau Addu este „tunet”.
Numele Hadad, Haddu este înrudit cu rădăcina arabă khad  - a despica, khaddu - tunet,
Regii clienți din Canaan se adresează faraonului egiptean cu expresia „Baal al meu, Addu al meu”.
După opinia specialiștilor, când cultul lui Hadad a crescut în însemnătate, numele său adevărat a devenit prea sacru pentru ca marele preot să-l pronunțe cu voce tare și în locul lui a fost folosit numele de Baal, așa cum Bel era folosit la babilonieni pentru zeul Marduk, și  la iudei, Adonai în loc de Yahve (tetragramma YHVH).
O minoritate dintre  autori consideră Baal putea fi un zeu canaanean nativ, al cărui cult ar fi identic cu Hadad sau ar fi absorbit aspecte din cultul său. 
Indiferent de relația inițială între ele, în mileniul I î.e.n  cultele lor din Siria-Canaan erau distincte: Hadad era venerat de către aramei (sirieni) iar Baal de către fenicieni și ceilalți canaaniți.  Un alt nume al său era Baal Shamin (Domnul cerului)

### Ben Dagan sau Dagan și zeul El
La fenicieni Baal este uneori identificat cu zeul suprem El sau cu Dagan sau Dagon, zeu al cerealelor și al vieții, sau în mituri ugaritice, cu fiul lui Dagan (Ben Dagan)sau fiul lui El. Se poate găsi declarația:  „Eu îi hrănesc pe zei și pe oameni.”. Dagan este uneori considerat nu El însuși, ci fratele acestuia. 
Pe o inscripție din Karatepe din Cilicia zeul El este numit și Baal Shamem, „Stăpânul Cerului”
Exista o identitate și între El și Baal Haman atât la Ugarit cât și la fenicieni și cartaginezi.

### Cultul lui Baal la Ugarit
În anticul Ugarit (la Ras Shamra de astăzi) s-a excavat un templu al lui Baal Hadad, lângă altul dedicat lui Dagon, considerat uneori tatăl său. 
Textele cuneiforme descoperite în arhiva din Ugarit, descriu pe Baal ca zeu al vremii, a cărui putere se exercita asupra fulgerului, vântului, ploii și fertilității, și a plantelor.
Pe aceste meleaguri atribuirea unui rol în fertilitatea umană nu este dovedită.
Șapte din tăblițele de la Ras Shamra, denumite A B de primul lor traducător, Virolleaud, după numele Aleyan Baal, sunt consacrate legendelor din Ciclul lui Baal. Starea lor este deficitară ți din aceasta cauza descifrarea și traducerea lor nu a fost o misiune ușoară.
Inițial Baal din Ugarit era un epitet al zeului Hadad. Cu timpul, epitetul a devenit numele propriu zis al zeului, iar Hadad a devenit epitet.

În Canaan a existat multă vreme cultul Soarelui întruchipat de zeița Shapash sau de zeul Shamash. Vara secetoasă era explicată  de absența lui Baal aflat în lumea subpământeană, iar ploile și furtunile din toamnă care reînviau țara erau atribuit întoarcerii lui Baal. Din cauza acestui rol al zeului în agricultură, cultul lui Baal, zeul ploilor,  a înlocuit în cele din urmă în Canaan pe cel al distantului El ca zeu suprem. El era invocat și în timp de război, fiind considerat mai activ în viața oamenilor decât zeul El. Orașul libanez Baalbek a fost numit după el.În textele din Ugarit atât Baal cât și El erau asociați cu taurul, simbolizând forța și rolul fecundator
Zeița fecioară Anat era sora lui Baal și i se atribuia uneori și nașterea unui copil cu el. Baal era foarte pornit împotriva șerpilor, și din cauză că erau reprezentanți ai lui Yam sau Yammu, zeul canaanean al mării și al rîurilor.  
Despre Baal se spune de obicei ca era fiul zeului Dagan, dar în sursele din Ugarit era considerat fiul lui El, tatăl zeilor. Aspectele legate de rolul sau în fertilitate erau legate și de zeul grânelor, Dagan. 
Baal s-a luptat cu monstrul Tannin (Tunnanu), sarpele încolăcit (Bṭn ʿqltn), Litan Șarpele fugar (Ltn Bṭn Brḥ), biblicul Leviatan, și Sarpele Shalyatu cu Șapte Capete Šlyṭ D.šbʿt Rašm. Povestea acestor lupte este fragmentată și obscură. În unele pasaje distrugerea acestor monștri este atribuită lui Anat, acționând în numele lui Baal.
Conflictul lui Baal cu Yammu se aseamănă cu viziunea povestită în Cartea lui Daniel din Vechiul Testament.
Ca învingător al mării, Baal este considerat de fenicieni și canaaneni drept patron al marinarilor și al negustorilor care străbat marea. Ca biruitor al zeului canaanean al morții, Mot, Baal era cunoscut și ca Baal Rapiuma, conducător al spiritelor ancestrale Refaim, mai ales al dinastiilor regale.
În scrierile de la Ugarit Baal este numit adesea „Baal cel victorios” Aliyn Baal, „Cel Puternic” (Demaran) (nume care apare și în Legenda lui Keret, descoperită la Ugarit), „Cel mai puternic dintre eroi” (Aliy Qrdm).     
Ecouri ale acestor atribute a găsit Nyberg in texte biblice ale Deuteronomului (33,12) Samuel I, 2,10, Isaiia 59, 18, Hosea 7,16 , de asemenea au fost remarcate în Psalmi și în Cartea Iov.  Ca Baal Sapan (Baal Tzafon) zeul a fost asociat cu palatul sau de pe Muntele Sapan (Jebel Aqra sau Mons Casius, Keldağ)

### Sălașul lui Baal
Sălașul lui Baal, în ochii locuitorilor Ugaritului, era Muntele Sapan, identificat ca Jebel al Aqra (în arabă „Muntele pleșuv)” la circa 48 km nord de Ugarit. Încă înaintea descoperirii documentelor din Ugarit era cunoscut din surse akkadiene și egiptene numele unui zeu Baal Sapan.
În catalogul akkadian al zeilor din Ugarit, Baal Sapan este pomenit ca „dIM be-el huršan ha-zi.”, adică „Zeul furtună, Domn al Muntelui Hazi, unde Hazi era numele hurrit al Muntelui Sapan, din care provine și denumirea greacă și latină a muntelui Kasios/Casius. Sapan în ebraică, „tzafon” are înțelesul de „nord”, muntele fiind situat, în adevăr, la nord de Canaan. în cartea Iov „tzafon” are și sensul de cosmos.

### Ciclul lui Baal
Legendele din șase tăblițe găsite la Ugarit  povestesc despre un Ciclu al zeului Baal ale cărei principale faze sunt:
- Yam  zeul mării,(zis și „Nahar” = Fluviu, râu [35]) până atunci preferat de zeul suprem El [36], vrea să-i domine pe ceilalți zei și să ia locul lui El.
- Baal Hadad i se împotrivește lui Yam și monștrilor acestuia și îi ucide.
- Baal trimite pe slujitorul său, Gapan-va-Agar la sora sa, zeița Anat și la zeița mamă Athirat (Ashera) ca să-l convingă pe zeul suprem El, soțul lui Athirat, să-i dea poruncă lui Kothar wa Khasis, zeul meșteșugurilor, să-i zidească un palat, simbol al luării puterii [37] asupra zeilor și oamenilor.
- Kothar-wa-Khasis (Iscusitul și înțeleptul, sau Kosha, echivalentul cannanean al lui Hefaistos[38]) îi construiește palatul.
- Regele zeilor și conducătorul lumii caută să-l supună pe Mot , zeul  morții și al lumii de dincolo (zis și Gibor=erou, Ahuv El - Iubitul lui El[39]))
- Mot îl amenință pe Baal cu moartea. El se resemnează și cu inima grea coboară în infern, și se predă lui Mot. În timpul lipsei sale pe pământ dispare orice urmă de viață și domnește foametea [40]
- El plânge moartea fiului sau Baal, își rupe hainele și își presară cenușă pe cap în semn de doliu. Zeița Anat,  furioasă pe Mot, îl supune în luptă, și îl omoară cu cruzime, îl sfârtecă în bucăți și îi risipește cenușa.
- Anat găsește trupul lui Baal Hadad și îl învie.[41] Baal Hadad se întoarce pe Muntele Sapan
- Mot, care învie și el, îl sfidează pe Baal Hadad
- Baal Hadad i se opune lui Mot și îl invinge. Mot recunoaște supremația lui Baal cu excepția zilelor de vară, cand Baal coboară în infern până la venirea toamnei.
- Baal Hadad domnește din nou

Mitul Ciclului este interpretat  ca reprezentând alternanța anuală între anotimpul secetos și cel ploios și roditor, sau poate cea a celor șapte ani de secetă și foamete cu a celor șapte ani de ploi și belșug.
În fiecare an toamna, cu căderea primelor ploi avea loc marea sărbătoare a zeului Baal, în cursul căreia un rol important era destinat bărbaților și femeilor care practicau prostituția rituală.
Baal are și fiice - soții pe zeițele Pidray sau Fdri (Bat Or = fiica luminii), zeița ceței, Tallay sau Tali (Bat Rav), zeița rouei (fiica ploii) și zeița țărânei, Arsay sau Artzi (Bat Iaavdar).
Baal mai are și șapte paji, din care cel mai însemnat era Gapan-Va-Agar (viță de vie și ogor)

### Cultul lui Baal la Byblos
Baal, zeu al furtunii și al cerului, a dominat panteonul local al orașului Byblos (Gebal) la începutul primului mileniu î.e.n. Cultul său a devenit secundar ca însemnătate în timpul dinastiei lui Elpaal, când principala zeitate a orașului a fost zeița Baalat. Prin anul 400 î.e.n.  preoții lui Baal au izbutit să înlăture de la putere dinastia lui Elpaal și să-l instaleze pe uzurpatorul Ozbaal (al cărui nume însemna „Puterea mea este Baal”) care inaugureaza o noua dinastie. 

### Baal Hammon
Baal Hammon era venerat ca zeu suprem în colonia Cartagina („Orașul Nou”), pe care au înființat-o fenicieni din orașul Tir. Se crede ca acest cult s-a intensificat in secolul al V-lea î.e.n. ca urmare a întreruperii relațiilor cu metropola Tir ca urmare a Bătăliei de la Himera din 480 î.e.n. 
Ca și Hadad , Baal Hammon era un zeu al fertilității, uneori era identificat și ca zeu al Lunii și, ca și Dagan, zeu al cerealelor.
Baal Hammon era asociat un atât cu taurul, cât cu cerbul, și era înzestrat adesea cu coarne de cerb. Zeița consoartă a sa era Tanit. 
Baal Hammon era slujit și sub numele de Baal Karnaim - adica Domnul cu două coarne, mai ales la sanctuarul in aer liber  de la Jebel Bu Karnein (Dealul celui cu Două Coarne) situat dincolo de golful Cartaginei.
Originea  epitetului Hammon nu este cunoscută. Ea este adesea legată cu cuvântul semitic „hamman” (grătar) și asociată cu rolul său de Zeu Soare (Hammá, una din denumirile pentru soare în ebraică). Ernest Renan și John Gobson credeau că este legată de Hammon, azi localitatea  Umm el-Amed dintre Tir în Liban și Acra (Akko) în  Israel. o altă ipoteză, a lui Gibson, Frank Cross, și Edward Lipiński, o atribuia Muntelui Amanus (Haman sau Khamon) , în prezent Munții Nur care separă nordul Siriei de sud-estul Ciliciei în Turcia de astăzi.
Grecii îl identificau cu Cronos (la romani Saturn). Numele său era uneori cunoscut ca Baal Ammon sau Amun și era paralel zeului egiptean Amon-Ra. În Egiptul antic a existat un oracol al lui Baal-Amon în orașul Ammonium, pe care l-a vizitat Alexandru cel Mare.
În templele închinate zeului Baal Hamman, ca și zeiței Tanit, se practicau și sacrificii de copii și prostituția rituală.
Așa era în sanctuarul lui Baal Hamman denumit Tofet. Diodor din Sicilia (XX,14,6)  descrie sacrificiile de copii din Cartagina. Cele din Canaan sunt descrise în Vechiul Testament, Biblie, in cartea Regi,23,10)
Vestigiile arheologice tind să confirme acuzațiile din surse romane ca locuitorii Cartaginei făceau sacrificii rituale prin ardere de copii.
Urme de sanctuare feniciene cu jertfe de copii s-au găsit la Cartagina, Hadrumetum, de asemenea în Sicilia (La Motya), în Sardinia (la Sulcis, Tharros etc)
Sacrificiul uman era numit mlk, în ebraică „molekh”. De la această denumire, greșit interpretată, s-a ajuns ulterior, după opinia lui Otto Eissfeldt, la eroarea despre existența unui zeu numit „Moloh”.  
In afara de sacrificiile umane mlk- 'dm s-a recurs ulterior la sacrificii de animale subsituite omului- de obicei, miei „mlk - 'mr”

## Baal în Cipru
Fenicienii care au fondat și în Cipru colonii au adus cu ei și cultul lui Baal
S-au găsit două inscripții votive dedicate lui Baal din Liban pe cești din Orașul nou (Kart hadașt) (poate Kition sau Limassol) întemeiat de coloniști din Tyr 

## Baal în Egiptul antic
În timpul Regatului Mediu sau poate mai devreme cultul lui Baal a ajuns și în Egipt împreună cu cultele altor zei ai canaanenilor.

## În epoca elenistică
Baal era de obicei asimilat zeului elen Zeus.

## Biblia despre cultul zeului
După Vechiul Testament cultul lui Baal implica uneori și lupte cu arme și fapte de auto lezare cu scurgere de sânge , iar în cazuri extreme sacrificii umane.
Într-o inscripție găsită la Ugarit s-au descifrat instrucțiuni în vreme de asediu al cetății, pentru jertfirea primului născut pe altarul zeului Baal, pentru a ajuta la înfrângerea dușmanului și la oprirea asediului.
Cultul lui Baal era cel cu prestigiul cel mai mare, cu care s-au văzut confruntați conducătorii religioși ai iudaismului timpuriu.  
Uneori poporul se închina atât lui Yahve cât și lui Baal
În Transiordania și în Moab și israeliții au venerat pe Baal Peor
Ghedeon (Gideon) a lansat un război contra preoților lui Baal și după ce i-a biruit, numele i-a fost schimbat în Yerubaal, nume interpretat ca „se va răfui cu Baal”. După moartea lui Ghedeon israeliții au continuat să-l venereze si pe zeul Baal-brit;
Unul din fiii regelui Saul se numea Ish-Baal, denumire care ca și numele fiilor lui Ionatan Merivbaal și Meribaal, denota popularitatea cultului lui Baal în rândurile evreilor (israeliților) antici.  Unul din fiii regelui David  s-a numit Baalyada.
În acelaș timp, însă, comentatorii evrei tradiționali ai Bibliei au exprimat opinia că și înainte de difuzarea cultului lui Baal între israeliți,  numele Baal, având înțelesul de Domn sau Stăpân, era aplicat și ca titlu al Dumnezeului lui Israel, și de aceea ar fi intrat în componența numelor fiilor lui Saul, Ionatan și David (Yehuda Kil). Aceasta ar fi și explicația unor nume ca Bealya („Yahve este Baal” sau „Stăpân” ,Beelyada („Baal știe”), ca și Eliyada („Dumnezeu știe”)
În schimb, în mai multe locuri în Pentateuh, numele teoforic „Baal” a fost înlocuit cu cuvântul „boshet” (cu sensul „ocară”) ex Yeruboshet, Ish Boshet, reflectând ostilitatea autorilor cărților biblice față de cultul lui Baal. Acest procedeu este cunoscut drept „kakofemie”
În timpul regelui Ahab cultul canaanean-fenician al lui Baal s-a propagat în mare măsură în Țara Israel. Un apogeu în combaterea cultului lui Baal a reprezentat activitatea profetului Ilie (Eliahu) care, după cum povestește Biblia, în vreme de secetă, a provocat pe Muntele Carmel o întrecere cu preoții lui Baal. Ei nu au fost în stare să coboare un foc peste altar, așa cum a făcut Ilie și atunci regele Israelului i-a executat.
Biblia ebraică mai descrie un masacru al adepților lui Baal de către Iehu. Aceste acte de violență erau privite și ca represalii față de încercarea soției regelui Ahab al Israelului, regina Izabela (Izevel), fiica regelui Itbaal al Sidonului (Regi I), și adeptă a zeului fenician Baal (Baal Melkart),de a nimici pe prorocii lui Yahve. După opinia unor cercetători, Izabela nu a introdus cultul lui Baal la Samaria, ci doar a întărit cu fermitate un cult care se practica acolo deja de secole. Cultul lui Baal a fost condamnat sever și de profetul Hoshea 
În Israelul antic adepții cultului lui Yahve, cult care a devenit baza religiei monoteiste iudaice, au interzis poporului cultul zeului Baal, blamat, între altele, pentru sacrificarea copiilor. În regatul antic al Israelului, zeul a mai fost adorat o lungă perioadă de timp.  La curtea din Samaria , regina Atalia,fiica lui Ahab și poate a Izabelei, căsătorită cu regele Yehoshafat, a favorizat și ea cultul lui Baal, fiind secondată de un preot, Mattan, probabil originar din Tir.  Ea a fost asasinată, iar templul lui Baal a fost dărâmat din ordinul preotului Yehoyada.
În Noul Testament numele lui Baal a fost identificat cu cel de Belzebut, care a primit semnificația de diavol, Satan.

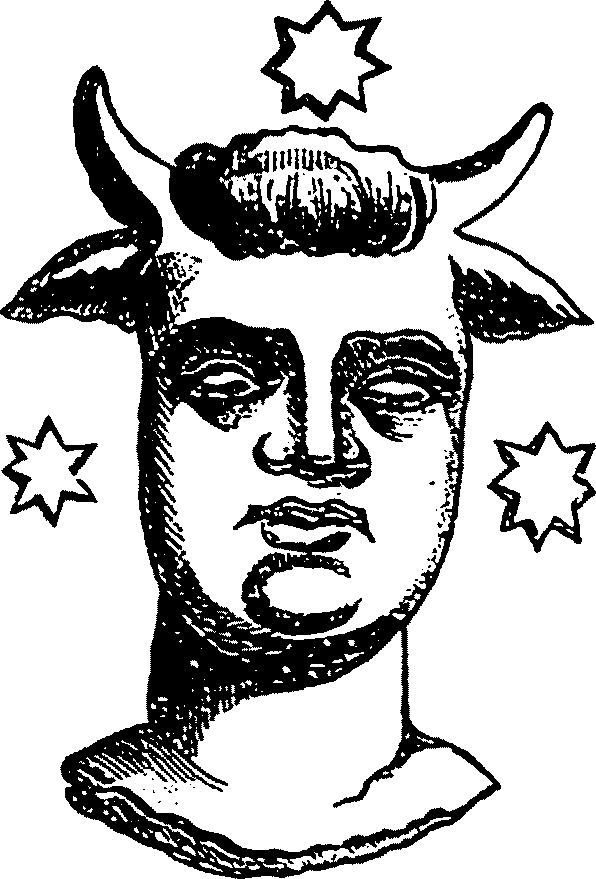
Baal - ilustrație în Enciclopedia biblică a arhimandritului rus Nikifor, 1891

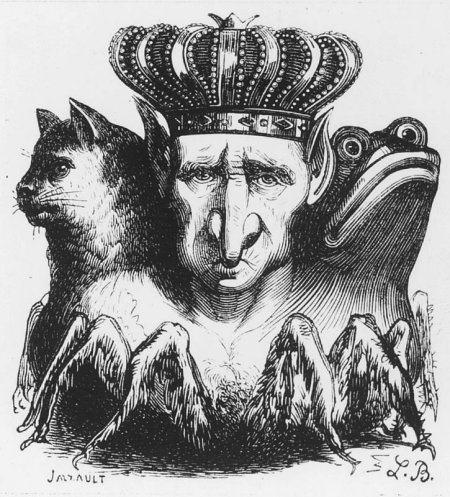
Baal ca demon în „Dicționarul infernal” al lui J.A.S. Collin de Grancy, editura Plon, Paris, 1863